# Mănăstirea Bunea
Mănăstirea Bunea este o mănăstire ortodoxă din România situată în comuna Vulcana-Băi, județul Dâmbovița.